# بومفريت (فيرمونت)
بومفريت (بالإنجليزية: Pomfret, Vermont)‏ هي بلدة تقع بولاية فيرمونت في الولايات المتحدة. تبلغ مساحتها 102.2 (كم²)، وترتفع عن سطح البحر 457 م، بلغ عدد سكانها 904 نسمة في عام 2010 حسب إحصاء مكتب تعداد الولايات المتحدة .

## أعلام
- راش هوكينز
- دانا ستون
- إلمر براغ آدامز

## وصلات خارجية
- pomfretvt.us
- The US50 - Cities and Towns in Vermont State
- Vermont Cities and Towns, Facts, Map, Flag, Colleges, Government, and More